# Herédi Gusztáv
Herédi Gusztáv (Kolozsvár, 1925. május 14. – Kolozsvár, 1997. július 11.) erdélyi magyar szerkesztő, prózaíró, közíró. Álneve: Dombi Géza.

## Életpályája
Szülővárosában előbb a református kollégium, majd a Tanítóképző növendéke; a Bolyai Tudományegyetemen filozófia szakból szerzett oklevelet (1951). Mint diák 1944–45 telén a Görgey Artúr nevét viselő antifasiszta zászlóaljban harcolt a Börzsönyben. A Móricz Zsigmond Kollégium tagja volt, részt vett a Magyar Népi Szövetség (MNSZ) ifjúsági mozgalmában. 1947-től az Igazságnál, 1949-ben fél évig az Utunknál szerkesztő, majd a Falvak Népe főszerkesztő-helyettese; 1956-tól az Utunknál szerkesztőségi főtitkár, 1958-tól öt éven át lakatos a kolozsvári Unirea gépgyárban. 1963-ban került ismét szerkesztőségi munkakörbe mint a Korunk rovatvezetője.
Prózaíróként a népi hatalom éveiben eszmélkedő írónemzedékkel indult. Első írását az Igazság közölte (1947). Egyéniségét külvárosi munkáskörnyezet formálta: eredendő élményanyaga és az üzemek világában szerzett tapasztalat arra készteti, hogy novelláiban, elbeszéléseiben és regényeiben ennek a világnak az ábrázolásával próbálkozzék. Találóan írja róla Beke György: „Munkások közül jött, s közéjük nem látogatni megy, hanem hazatér.”
Az 1960-as évek végétől szociográfiai riportokat, illetve helytörténeti, művelődéstörténeti és demográfiai tanulmányokat közölt, ezek közül kiemelkedik az Igaz Szóban megjelent Olthévíz (1969/9), Ahol kétszer kél a nap (1970/2), Zsongó Zsombor (1971/3) és Körösfői Ríszeg alatt (1974/2), melyeket a helytörténeti adatolás, a jobbító szándék és az írói látásmód jellemez. Jelentősebb sajtótörténeti tanulmányai: A honismeret ábécéje (Korunk Évkönyv 1974), valamint a régi Korunkról és Járosi Andorról szóló emlékezés, Az utóélet rezdülései (Korunk Évkönyv 1976).
Közírói munkásságát olyan sorozatok jelzik, mint a várostörténeti emlékeket számba vevő Kolozsvár felfedezése (Igazság 1966–68), az erkölcsi, nemzetiségügyi kérdéseket felvető Hétköznapok (Brassói Lapok 1968–69), továbbá az etikai, művelődési, nyelvápolási, történelmi és demográfiai jellegű Véleményem szerint..., amellyel 1979-től havonta jelentkezett a Korunk hasábjain. Riporttal szerepelt az Egy nap történelem című antológiában (1962), novellával – Petre Șaitiș fordításában – az Írók Társasága Clujul literar și artistic című almanachjában (1981).

## Önálló kötetei
- Helytállás (három novella, Andrásy Zoltán illusztrációival, 1953)
- Kiutalás (színmű egy felvonásban, 1953)
- Tűz mellett (novellák, 1961)
- Lélekmelegítő (regény, 1964)
- Sóhajt a fenyves (kisregény és novellák, 1969)
- Késő bánat (regény, 1974)
- Siker és kétely (regény, 1983)
- Aranyhomok (novellák, 1987)
- Kutyatej (publicisztika, 1995)
- A legrövidebb nap / Fecseg a felszín. Két kisregény; Yoyo Only, Kolozsvár, 1995
- A pofám története (kisregny, 1997)
- Kárpátkanyar, 1-3. (trilógia, 1998)

## További irodalom
- Kovács János: Herédi Gusztáv elbeszélései. Igaz Szó 1954/2–3.
- Bodor Pál: Rostálás és sűrítés. Utunk 1961/45.
- Láng Gusztáv: Herédi Gusztáv: Tűz mellett. Igaz Szó 1963/6;
- Láng Gusztáv: Egy műfaj megsértődik. Utunk 1976/44.
- K. Jakab Antal: Lélekmelegítőtől lélekig. Utunk 1964/50.
- Veress Zoltán: Egy író arcképéhez. Igaz Szó 1965/2.
- Gyöngyösi Gábor: Élményből szőtt világ. Utunk 1969/32
- Gyöngyösi Gábor: Késő bánat. Utunk 1975/4.
- Pusztai János: Sóhajt a fenyves (Levél Herédi Gusztávnak). Korunk 1979/10.
- Beke György: Herédi Gusztáv ötven éves. Igaz Szó 1975/5.
- Szávai Géza: Az indoklás kényszere. A Hét 1975/21.
- Gazsi József: Fények a Börzsönyben. Budapest 1976.